# Стад Ам Дейх
Стад Ам Дейх (люксемб. Stade Am Deich) — стадіон у місті Еттельбрек, Люксембург.
Стадіон розрахований на 2020 сидячих місць (загалом: 2650) і є домашньою ареною для футбольного клубу «Етцелла» та легкоатлетичного клубу «CAPA».
На стадіоні «ФК Етцелла» у першому раунді Кубка Інтертото 2008 приймав ФК «Локомотив» (Тбілісі), а у другому раунді ФК «Сатурн» (Раменське).
Також на стадіоні проходив Чемпіонат Європи з футболу 2006 серед юнаків до 17 років.
Стад Ам Дейх приймав відбірковий турнір, група 10, Чемпіонату Європи з футболу серед молодіжних команд 2013 (Люксембург-Болгарія 1: 3).